# Heemstede-Aerdenhout vasútállomás
Heemstede-Aerdenhout vasútállomás vasútállomás Hollandiában, ’t Harde településen.

## Vasútvonalak
Az állomást az alábbi vasútvonalak érintik:
- Amsterdam–Rotterdam-vasútvonal

## Kapcsolódó állomások
A vasútállomáshoz az alábbi állomások vannak a legközelebb:
- Hillegom vasútállomás
- Haarlem vasútállomás